# Mildred Anderson
Mildred Anderson was een Amerikaanse jazz-, blues- en rhythm & blues-zangeres. In de beginjaren van haar carrière werkte ze met Albert Ammons, waarmee ze de song Doin' the Boogie Woogie opnam (1946). Later speelde en nam ze op met Hot Lips Page en Bill Doggett. In 1960 nam ze twee platen op voor Bluesville Records. Op Person to Person werd ze begeleid door Eddie Lockjaw Davis' groep, met Shirley Scott op orgel, op No More in Life, haar tweede album, door onder meer Al Sears.
- International Standard Name Identifier: 0000 0000 5552 6756
- Library of Congress Control Number: no98094920
- MusicBrainz: 08e5cf3d-c0a4-40b7-a16e-68c3ca287a6c
- Virtual International Authority File: 35153953200705561278